# Atlanta Hawks 1971-1972
La stagione 1971-72 degli Atlanta Hawks fu la 23ª nella NBA per la franchigia.
Gli Atlanta Hawks arrivarono secondi nella Central Division della Eastern Conference con un record di 36-46. Nei play-off persero la semifinale di conference con i Boston Celtics (4-2).

## Roster
| N° | Naz.                   | Ruolo | Sportivo         | Anno | Alt. | Peso |
| -- | ---------------------- | ----- | ---------------- | ---- | ---- | ---- |
| 3  | Stati Uniti (bandiera) | GA    | Herm Gilliam     | 1946 | 191  | 86   |
| 8  | Stati Uniti (bandiera) | C     | Walt Bellamy     | 1939 | 211  | 102  |
| 10 | Stati Uniti (bandiera) | A     | Don Adams        | 1947 | 198  | 95   |
| 11 | Stati Uniti (bandiera) | GA    | Shaler Halimon   | 1945 | 196  | 90   |
| 11 | Stati Uniti (bandiera) | G     | Milt Williams    | 1945 | 188  | 83   |
| 12 | Stati Uniti (bandiera) | AC    | Jim Washington   | 1943 | 198  | 95   |
| 20 | Stati Uniti (bandiera) | A     | Larry Siegfried  | 1939 | 191  | 86   |
| 22 | Stati Uniti (bandiera) | A     | Don May          | 1946 | 193  | 91   |
| 23 | Stati Uniti (bandiera) | GA    | Lou Hudson       | 1944 | 196  | 95   |
| 24 | Stati Uniti (bandiera) | AC    | Jim Davis        | 1941 | 206  | 102  |
| 30 | Stati Uniti (bandiera) | AC    | George Trapp     | 1948 | 203  | 93   |
| 31 | Stati Uniti (bandiera) | C     | Bob Christian    | 1946 | 208  | 116  |
| 32 | Stati Uniti (bandiera) | AC    | Bill Bridges     | 1939 | 198  | 103  |
| 40 | Stati Uniti (bandiera) | G     | John Vallely     | 1948 | 191  | 84   |
| 42 | Stati Uniti (bandiera) | G     | Jeff Halliburton | 1949 | 196  | 88   |
| 44 | Stati Uniti (bandiera) | G     | Pete Maravich    | 1947 | 196  | 89   |
| 54 | Stati Uniti (bandiera) | C     | Tom Payne        | 1950 | 218  | 109  |

## Staff tecnico
- Allenatore: Richie Guerin
- Vice-allenatore: Bumper Tormohlen